# Nymphidium mantus
Nymphidium mantus is een vlindersoort uit de familie van de prachtvlinders (Riodinidae), onderfamilie Riodininae.
Nymphidium mantus werd in 1775 beschreven door Cramer.